# Jafar Hassan
Jafar Hassan (în arabă جعفر حسان; n. 1968) este un politician iordanian care ocupă funcția de prim-ministru al Iordaniei din 2024. Hassan a activat în serviciul diplomatic iordanian și a fost șef de cabinet al regelui Abdullah al II-lea al Iordaniei.

## Biografie
Jafar Hassan s-a născut în 1968. A obținut o diplomă de studii superioare și un doctorat în științe politice și economie internațională la Institutul de Studii Internaționale și de Dezvoltare din Geneva. De asemenea, deține diplome de studii postuniversitare de la Harvard Kennedy School of Government, Universitatea Boston, precum și o diplomă de licență în arte de la Universitatea Americană din Paris.
În anul 2020, Hassan a fost decorat cu Steaua de Aur și Argint a Ordinului Soarelui Răsare din partea Japoniei, în semn de recunoaștere pentru consolidarea relațiilor dintre Iordania și Japonia.

## Carieră
După ce a intrat în serviciul diplomatic al Iordaniei în 1991, Jafar Hassan a fost detașat la Washington D.C. și la Geneva. Între 2006 și 2009, a fost director al Departamentului de Afaceri Internaționale din cadrul Curții Regale Hașemite. În 2009, a fost numit ministru al planificării și cooperării internaționale, funcție pe care a ocupat-o până în 2013.
În 2014 a devenit șeful de cabinet al biroului regelui Abdullah al II-lea. În 2018, a fost numit viceprim-ministru pentru afaceri economice, fiind însărcinat cu implementarea unor reforme pentru reducerea datoriei publice. În 2021, a preluat funcția de director al biroului regelui.

## Prim-ministru
La 15 septembrie 2024, regele Abdullah al II-lea l-a numit pe Jafar Hassan în funcția de prim-ministru al Iordaniei, înlocuindu-l pe Bisher Al-Khasawneh. Numirea sa a avut loc în urma câștigurilor electorale înregistrate de politicienii islamiști în alegerile din 2024.

## Distincții

### Distincții naționale
- Ordinul Steaua Iordaniei
- Ordinul Independenței (Iordania)

### Distincții străine
- Belgia Mare Cruce a Ordinului Coroanei (Belgia)
- Italia Ordinul de Merit al Republicii Italiene
- Japonia Steaua de Aur și de Argint a Ordinului Soarelui Răsare
- Portugalia Mare Cruce a Ordinului de Merit (Portugalia)